# Liste des évêques de Goaso
Liste des évêques de Goaso
(Dioecesis Goasonensis)
L'évêché de Goaso est créé le 24 octobre 1997, par détachement de celui de Sunyani.

## Sont évêques
- depuis le 24 octobre 1997 : Peter Atuahene (Peter Kwaku Atuahene)

## Sources
- L'ANNUAIRE PONTIFICAL, sur le site http://www.catholic-hierarchy.org, à la page